# Стіффеліо
«Стіффеліо» — опера в трьох діях Джузеппе Верді на італійське лібрето Франческо Марії П'яве.
Досвід Верді в Неаполі для Луїзи Міллер не був добрим, і він повернувся додому в Буссето, щоб обміркувати тему для своєї наступної опери. Ідея Стіффеліо виникла від його лібретиста, і, уклавши контракт зі своїм видавцем Рікорді, він погодився продовжити, залишивши рішення щодо місця прем'єри Рікорді. Це став Театр Ґранде (нині Театро Комунале Джузеппе Верді) у Трієсті, і, незважаючи на труднощі з цензурою, які призвели до скорочень та змін, опера — 16-та опера Верді — була вперше виконана 16 листопада 1850 року.

## Історія композиції

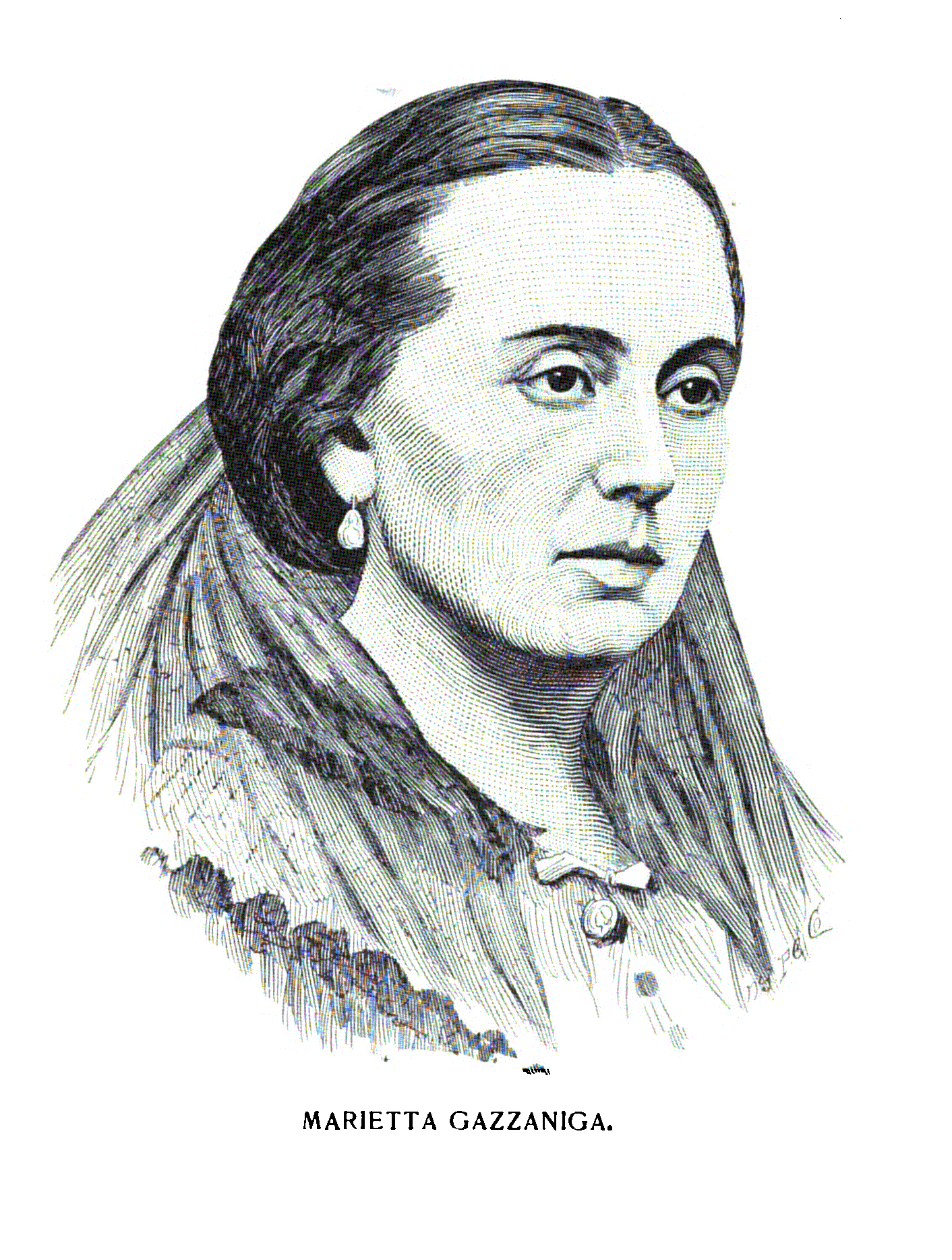
Сопрано Марієтта Газаніга виконував Ліну

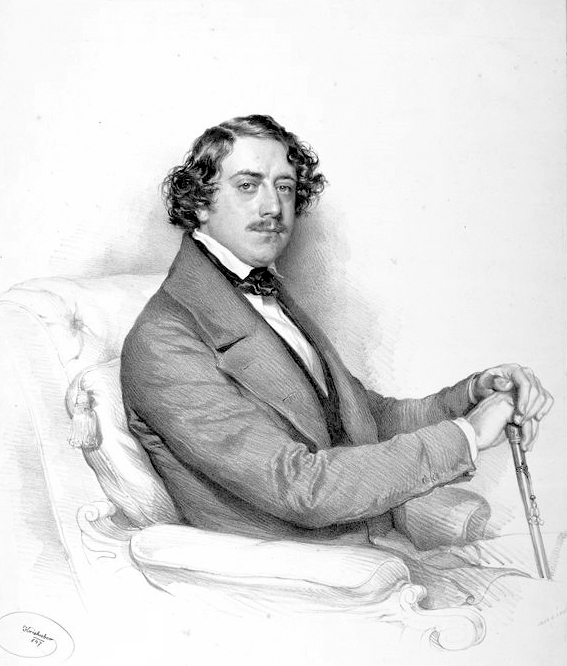
Баритон Філіппо Колініспівав виконував Станкара

Перед тим, як Луїза Міллер була поставлена в Неаполі, Верді запропонував трупі Сан-Карло ще одну роботу на 1850 рік, з новою оперою, заснованою на «Le roi s'amuse» Віктора Гюго з лібрето Сальвадора Каммарано. Але його досвід роботи з Луїзою був таким, що він вирішив не займатися цим і звернувся до свого видавця Джуліо Рікорді з пропозицією попрацювати з лібретистом над можливістю створення опери Re Lear, яка була б заснована на шекспірівському королі Лір і про який давно думав Верді. Однак до червня 1850 року стало зрозуміло, що ця тема була за межами здатності Каммарано створити лібрето, і тому від неї відмовилися. Однак прихильність до Рікорді залишилася.
Верді повернувся до Буссето з багатьма ідеями на увазі, серед них нова опера для Венеції, яка включала запит на чернетку сценарію від П'яве за мотивами «Le roi s'amuse» Віктора Гюго плюс кілька інших, які його цікавлять. Однак саме лібретист повернувся з пропозицією Стіффеліо, і в період з березня по травень 1850 року дискусії з Піаве тривали, поки не було отримано ескіз Стіфеліо. Верді з ентузіазмом відповів, проголосивши це «добрим і захопливим» і запитав: «Цей Стіффеліо історична особа? За всю історію, яку я читав, я не пам'ятаю, щоб зустрів це ім'я». У той же час, схоже, Верді продовжував захоплюватися Le Roi s'amuse, п'єсою, яку Бадден зазначає як заборонену під час її першої постановки: «це був, з політичної точки зору, динаміт», але він додає, що венеціанські цензори дозволив Ернані.

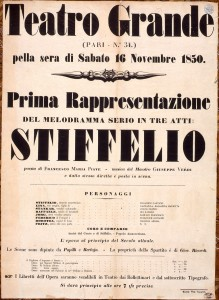
Оригінальний плакат Стіффеліо, 1850

Коли Стіффеліо рухався до завершення, Рікорді вирішив, що його слід виконати в Трієсті. З наближенням прем'єри і лібретиста, і композитора викликали до голови театральної комісії 13 листопада, враховуючи, що організація отримала вимоги про зміни від цензора, які включали погрозу повністю заблокувати постановку, якщо вони не будуть виконані. Оригінальну сюжетну лінію Стіффеліо, в якій бере участь, як це робиться, протестантський служитель церкви з дружиною-перелюбником, і остаточна церковна сцена, в якій він прощає її словами, цитованими з Нового Завіту, було неможливо представити на сцені, і це створив ці цензурні вимоги з різних причин: «В Італії та австрійському Трієсті… одружений священик був суперечливим у термінах. Тому у фінальній сцені мова не йшла про церкву…»
Зміни, яких вимагали, включали, що Стіффеліо називали не міністром, а «сектантом». Крім того, в 3 дії Ліні не дозволялося благати зізнання, плюс, як зазначає Бадден, «остання сцена була зведена до найбезглуздішої банальності», коли Стіффеліо дозволяється проповідувати лише в загальних рисах. Обидва чоловіки неохоче були змушені погодитися на зміни.

## Історія виконання

### Різні версії

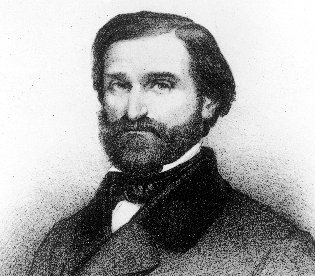
Верді близько 1850 року

У вступі до критичного видання підготовленого у 2003 році Кетлін Хенселл, вона досить чітко стверджує, що «історія виконання Стіффеліо, як її уявляв Верді, буквально почалася лише в 1993 році».
Можливо, вона додала «21 жовтня 1993 року», оскільки це був випадок, коли Метрополітен-опера представила твір, засновану на відкриттях, які були знайдені в рукописі автографа композитора музикознавцем Філіпом Госсетом минулого року і які врешті були включені у критичному виданні, підготовленому нею для Чиказького університету в 2003 році.
Встановлюючи контекст відтворення опери, Ганселл стверджує:
Ця опера, написана в тандемі з Ріголетто і поділяючи багато своїх перспективних характеристик, страждала навіть більше, ніж Ріголетто, від цензурних обмежень. Історія [опери…] шокувала консервативних післяреволюційних італійських релігійних і політичних сил. Від самої прем'єри в Трієсті в листопаді 1850 року її текст був розбавлений, щоб заспокоїти владу, висміюючи дію, а отже, і ретельно вивірену музику Верді. Лібрето було переписано для наступних відроджень, і навіть частину музики Верді було вилучено.
Заява Ганселла встановлює, що сталося з оперою Верді в період між прем'єрою 1850 року і жовтнем 1993 року. Почнімо з того, що в 1851 році була представлена перероблена версія опери під назвою «Гульєльмо Веллінґроде» (з героєм — державним міністром Німеччини), без відповідальних за це ні Верді, ні його лібретиста Пьяве. Насправді, коли в 1852 році імпресаріо Алессандро Лінарі попросив створити більш відповідну кінцівку, Верді був розлючений і відмовив. Крім того, відомо, що деякі постановки були дані на Піренейському півострові в 1850-1860-х роках.

### Верді знімаєСтіффеліов 1856 році; автограф зникає
Ще в 1851 році Верді стало зрозуміло, що з огляду на існуючу цензуру по всій Італії, Рікорді, його видавцю та власнику прав на оперу, не має сенсу намагатися отримати місця для виступів до того, як композитор і лібретист разом отримають будь-які можливість переглядати та реструктуризувати його більш прийнятно. Однак у своєму дослідженні для критичного видання Ганселл зазначає, що в 1856 році Верді сердито вилучив свою оперу з обігу, повторно використавши частини партитури для своєї переробленої версії 1857 року, лібрето, також підготовленого П'яве: вона була перейменована в Арольдо і поставлена в 13-му. столітті англосаксонська Англія і Шотландія. Він містить абсолютно новий четверту дію.
Протягом решти XIX століття і більшої частини XX століття автограф Стіффеліо, як правило, вважався втраченим.

### Вистави ХХ століття до жовтня 1993 року
Хенселл чітко пояснює декілька моментів щодо будь-яких виступів у період з 1856 по жовтень 1993 року:
Усі попередні сучасні видання, включаючи партитуру, підготовлену Едвардом Даунсом і вперше виконану в січні 1993 року трупою Королівської опери в Ковент-Гарден, базувалися в основному або повністю на вторинних джерелах, таких як рання друкована вокальна партитура та дефектні копії рукопису XIX століття. Під час виступів у Ковент-Гардені з Хосе Каррерасом у ролі Стіффеліо Філіп Госсетт зробив попередні виправлення лише вокальних партій на основі нещодавно знайдених матеріалів автографів.
Хоча вокальні партитури були відомі, відкриття партитури переписувача в Неаполітанській консерваторії в 1960-х роках призвело до успішного відродження в Teatro Regio в Пармі в 1968 році.
Нове виконавське видання, підготовлене для Беренрайтера з мікрофільму партитури неапольського переписувача, було отримано для того, щоб максимально відновити задуми композитора. Це було основою виступів у Неаполі та Кельні, але воно вирізало матеріал (особливо з увертюри 1 дії та хорів) і додавало частини з Арольдо, яких не було в оригінальній партитурі. Це стало джерелом прем'єри у Великобританії в англомовній постановці, яка була представлена оперою університетського коледжу (тоді Музичним товариством) у Лондоні в 1973 році. З огляду на те, що навіть оригінальна прем'єра твору була частково вирізана цензурою, ця постановка, ймовірно, була однією з перших у світі, близьких до автентичного виконання твору.
Прем'єра на американській сцені відбулася Вінсентом Ла Сельвою та Нью-Йоркською Гранд Оперою 4 червня 1976 року в Бруклінській музичній академії з Річардом Тейлором у ролі Стіффеліо та Нормою Френч у ролі Ліни. Опера також була представлена Сарою Колдуелл і оперною трупою Бостона 17 лютого 1978 року

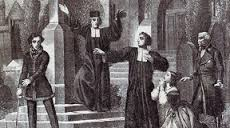
Сцена з 2 дії Стіффеліо : протистояння з Рафаеле.

## Ролі

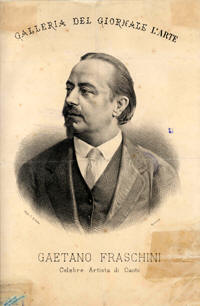
Гаетано Фраскіні, перший Стіффеліо

| Роль                                                  | Тип голосу    | Прем'єрний акторський склад, 16 листопада 1850 (Диригент: -) |
| ----------------------------------------------------- | ------------- | ------------------------------------------------------------ |
| Стіффеліо, протестантський священик                   | тенор         | Ґаетано Фраскіні                                             |
| Ліна, його дружина                                    | сопрано       | Марієтта Ґаццаніґа                                           |
| Граф Штанкар, її батько, літній полковник у відставці | баритон       | Філіппо Коліні                                               |
| Рафаеле ді Лойтольд, друг сім'ї, коханець Ліни        | тенор         | Раньєрі Деї                                                  |
| Йорґ, літній служитель, духовний наставник Стіффеліо  | бас           | Франческо Редуцці                                            |
| Доротея, двоюрідна сестра Ліни                        | меццо-сопрано | В'єццолі Де Сільвестріні                                     |
| Федеріко ді Френґель, двоюрідний брат Ліни            | тенор         | Джованні Петрович                                            |

## Склад оркестру
- 1 флейта (подвоєння на пікколо),
- 2 гобоя (один дублюючий на валторні),
- 2 кларнети,
- 2 фаготи,
- 4 роги,
- 2 труби,
- 3 тромбони,
- cimbaso,
- литаври,
- малий барабан,
- бас-барабан,
- цимбали,
- орган,
- струнні (скрипка I і II, альт, віолончель, контрабас)[7]

## Виконання
| Рік      | Актори (Стіффеліо, Ліна, Станкар, Йорг)                              | диригент, оперний театр та оркестр                                  | Мітка                                         |
| -------- | -------------------------------------------------------------------- | ------------------------------------------------------------------- | --------------------------------------------- |
| 1968 рік | Гастоне Лімаріллі, Анжелес Гулін, Вальтер Альберті, Беніаміно Пріор  | Пітер Мааг, Оркестр і хор Teatro Regio di Parma                     | Audio CD: Melodram Milano Кат.: CDM 27033     |
| 1979 рік | Хосе Каррерас, Сільвія Сасс, Маттео Манугерра, Володимиро Ганзароллі | Ламберто Гарделлі, Симфонічний оркестр і хор ORF                    | Аудіо компакт-диск: Decca Кат.: 475 6775      |
| 1993 рік | Хосе Каррерас, Катерина Мальфітано, Григорій Юрісич, Гвін Хауелл     | Едвард Даунс, Оркестр і хор Королівського оперного театру           | DVD: Культур Кат.: D1497                      |
| 1993 рік | Пласідо Домінго, Шерон Світ, Володимир Чернов, Павло Плішка          | Джеймс Левін, Оркестр і хор Метрополітен-опери                      | DVD: Deutsche Grammophon Кат.: 00440 073 4288 |
| 2001 рік | Маріо Маланьіні, Димитра Феодосій, Марко Вратонья, Енцо Капуано      | Нікола Луїзотті, Оркестр і хор Teatro Lirico Джузеппе Верді, Трієст | Аудіо компакт-диск: динамічний Кат.: CDS362   |
| 2012 рік | Роберто Ароніка, Ю Гуаньцюнь, Роберто Фронталі, Георгій Ангуладзе    | Андреа Баттістоні, Оркестр і хор Teatro Regio di Parma              | DVD: C Major Кат.: 723104                     |